# Артур, принц Уельський
Арту́р, принц Уе́льський (20 вересня 1486, Вінчестер, Англія — 2 квітня 1502, замок Ладлоу, Англія) — перший син Генріха VII і Єлизавети Йоркської, спадкоємець престолу Англії і Уельсу. Помер у 15 років, так і не зайнявши трон. Королем замість Артура став його молодший брат Генріх, відомий як Генріх VIII.

## Життєпис
Артур народився 20 вересня 1486 в місті Вінчестер. Назвали його на честь легендарного короля Артура з круглого столу. Хрестили хлопчика в соборі Вінчестера. Його хрещеними батьками стали Томас Стенлі, 1-й граф Дербі, і Джон де Вер, 13-й граф Оксфорд. Єлизавета Вудвіль, бабуся Артура по матері, стала його хрещеною мамою і тримала хлопчика під час церемонії.

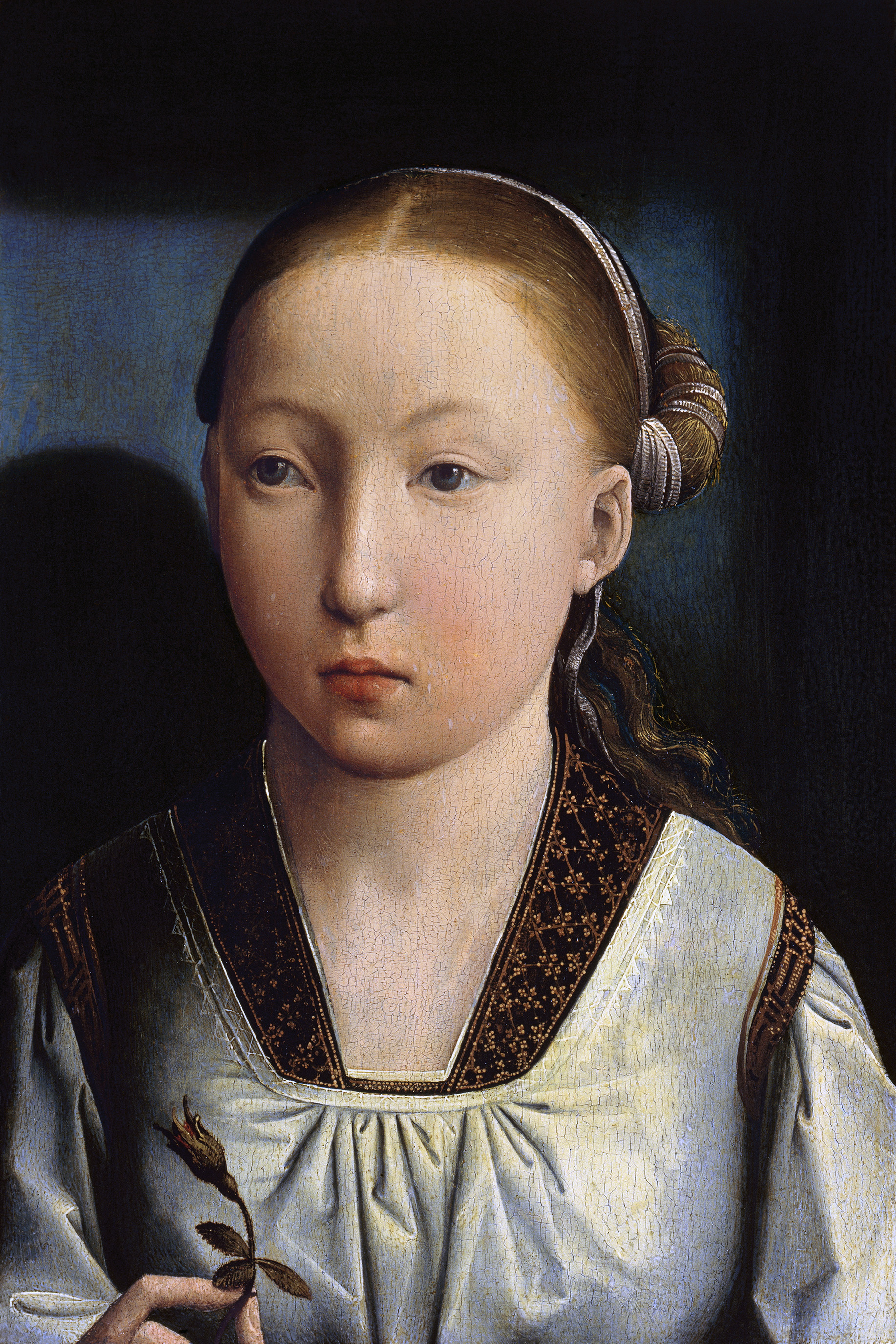
Катерина Арагонська в юності
Хуан де Фландес, близько 1500 року

Коли Артуру було два роки, батько заручив його з трирічною молодшою донькою Фердинанда II Катериною. На випадок війни з Францією Генріху VII потрібна була підтримка Іспанії, тому він запропонував шлюб іспанської принцеси і свого старшого сина. У віці шістнадцяти років (в 1501 році) Катерина Арагонська прибула до Англії і стала дружиною юного спадкоємця англійського престолу.
Артуру на момент шлюбу було 14 років. Він на той час хворів на сухоти. А через рік після весілля (2 квітня 1502 року) — помер, не залишивши спадкоємця. Є також обґрунтовані припущення, що він помер не від сухот, а від англійської пітниці. Через 10 місяців після смерті Артура, під час пологів, померла і його мати — королева Єлизавета, яка народила дівчинку.

### Похорони
Поховали Артура у Вустерському соборі в місті Вустер, Англія. Генріха VII на похоронах сина не було. Причини його відсутності невідомі, хоча деякі дослідники припускають, що або мандрівка для короля була занадто довга, або Генріх VII був занадто засмучений. Матері Артура, Єлизавети Йорк, також не було на похованні.

## Вдівство Катерини
Після смерті Артура іспанський король почав вимагати у Генріха VII повернення виплаченої частини приданого доньки і вдовиного права на одну третину доходів від Уельсу. Англійський король змушений був підписати новий договір про шлюб (23 червня 1503 року). Згідно з ним, Катерина заручали з молодшим сином короля — теж Генріхом, якому тоді було дванадцять років. Іспанка при цьому відмовлялася від свого майна вдови, оскільки знаходила аналогічне забезпечення після свого другого шлюбу. Обвінчатися з Генріхом Катерина повинна була після досягнення майбутнім королем п'ятнадцятирічного віку.

## Фамільне Дерево

Біло-червона троянда — емблема Тюдорів

| Оуен Тюдор | Оуен Тюдор | Оуен Тюдор | Оуен Тюдор | Оуен Тюдор                    | Оуен Тюдор                    |                               |                               | Катерина Валуа                | Катерина Валуа                | Катерина Валуа | Катерина Валуа | Катерина Валуа | Катерина Валуа |            |            | Джон Б'юфорд, 1й Герцог Сомерсет | Джон Б'юфорд, 1й Герцог Сомерсет | Джон Б'юфорд, 1й Герцог Сомерсет | Джон Б'юфорд, 1й Герцог Сомерсет | Джон Б'юфорд, 1й Герцог Сомерсет | Джон Б'юфорд, 1й Герцог Сомерсет |                       |                       | Марґарет Б'юкемп      | Марґарет Б'юкемп      | Марґарет Б'юкемп | Марґарет Б'юкемп | Марґарет Б'юкемп       | Марґарет Б'юкемп |  |  | Річард Плантагенет, 3й Герцог Йоркський | Річард Плантагенет, 3й Герцог Йоркський | Річард Плантагенет, 3й Герцог Йоркський | Річард Плантагенет, 3й Герцог Йоркський | Річард Плантагенет, 3й Герцог Йоркський | Річард Плантагенет, 3й Герцог Йоркський |           |           | Сесілія Невіл | Сесілія Невіл | Сесілія Невіл | Сесілія Невіл | Сесілія Невіл      | Сесілія Невіл      |                    |                    | Річард Вудвіль, 1й Граф Ріверз | Річард Вудвіль, 1й Граф Ріверз | Річард Вудвіль, 1й Граф Ріверз | Річард Вудвіль, 1й Граф Ріверз | Річард Вудвіль, 1й Граф Ріверз | Річард Вудвіль, 1й Граф Ріверз |                   |                   | Жакетта Люксембурзька | Жакетта Люксембурзька | Жакетта Люксембурзька | Жакетта Люксембурзька | Жакетта Люксембурзька | Жакетта Люксембурзька |  |  |
| Оуен Тюдор | Оуен Тюдор | Оуен Тюдор | Оуен Тюдор | Оуен Тюдор                    | Оуен Тюдор                    |                               |                               | Катерина Валуа                | Катерина Валуа                | Катерина Валуа | Катерина Валуа | Катерина Валуа | Катерина Валуа |            |            | Джон Б'юфорд, 1й Герцог Сомерсет | Джон Б'юфорд, 1й Герцог Сомерсет | Джон Б'юфорд, 1й Герцог Сомерсет | Джон Б'юфорд, 1й Герцог Сомерсет | Джон Б'юфорд, 1й Герцог Сомерсет | Джон Б'юфорд, 1й Герцог Сомерсет |                       |                       | Марґарет Б'юкемп      | Марґарет Б'юкемп      | Марґарет Б'юкемп | Марґарет Б'юкемп | Марґарет Б'юкемп       | Марґарет Б'юкемп |  |  | Річард Плантагенет, 3й Герцог Йоркський | Річард Плантагенет, 3й Герцог Йоркський | Річард Плантагенет, 3й Герцог Йоркський | Річард Плантагенет, 3й Герцог Йоркський | Річард Плантагенет, 3й Герцог Йоркський | Річард Плантагенет, 3й Герцог Йоркський |           |           | Сесілія Невіл | Сесілія Невіл | Сесілія Невіл | Сесілія Невіл | Сесілія Невіл      | Сесілія Невіл      |                    |                    | Річард Вудвіль, 1й Граф Ріверз | Річард Вудвіль, 1й Граф Ріверз | Річард Вудвіль, 1й Граф Ріверз | Річард Вудвіль, 1й Граф Ріверз | Річард Вудвіль, 1й Граф Ріверз | Річард Вудвіль, 1й Граф Ріверз |                   |                   | Жакетта Люксембурзька | Жакетта Люксембурзька | Жакетта Люксембурзька | Жакетта Люксембурзька | Жакетта Люксембурзька | Жакетта Люксембурзька |  |  |
|            |            |            |            |                               |                               |                               |                               |                               |                               |                |                |                |                |            |            |                                  |                                  |                                  |                                  |                                  |                                  |                       |                       |                       |                       |                  |                  |                        |                  |  |  |                                         |                                         |                                         |                                         |                                         |                                         |           |           |               |               |               |               |                    |                    |                    |                    |                                |                                |                                |                                |                                |                                |                   |                   |                       |                       |                       |                       |                       |                       |  |  |
|            |            |            |            | Едмунд Тюдор, 1й Граф Річмонд | Едмунд Тюдор, 1й Граф Річмонд | Едмунд Тюдор, 1й Граф Річмонд | Едмунд Тюдор, 1й Граф Річмонд | Едмунд Тюдор, 1й Граф Річмонд | Едмунд Тюдор, 1й Граф Річмонд |                |                |                |                |            |            |                                  |                                  |                                  |                                  | Леді Марґарет Б'юфорд            | Леді Марґарет Б'юфорд            | Леді Марґарет Б'юфорд | Леді Марґарет Б'юфорд | Леді Марґарет Б'юфорд | Леді Марґарет Б'юфорд |                  |                  |                        |                  |  |  |                                         |                                         |                                         |                                         | Едвард IV                               | Едвард IV                               | Едвард IV | Едвард IV | Едвард IV     | Едвард IV     |               |               |                    |                    |                    |                    |                                |                                |                                |                                | Єлизавета Вудвіль              | Єлизавета Вудвіль              | Єлизавета Вудвіль | Єлизавета Вудвіль | Єлизавета Вудвіль     | Єлизавета Вудвіль     |                       |                       |                       |                       |  |  |
|            |            |            |            | Едмунд Тюдор, 1й Граф Річмонд | Едмунд Тюдор, 1й Граф Річмонд | Едмунд Тюдор, 1й Граф Річмонд | Едмунд Тюдор, 1й Граф Річмонд | Едмунд Тюдор, 1й Граф Річмонд | Едмунд Тюдор, 1й Граф Річмонд |                |                |                |                |            |            |                                  |                                  |                                  |                                  | Леді Марґарет Б'юфорд            | Леді Марґарет Б'юфорд            | Леді Марґарет Б'юфорд | Леді Марґарет Б'юфорд | Леді Марґарет Б'юфорд | Леді Марґарет Б'юфорд |                  |                  |                        |                  |  |  |                                         |                                         |                                         |                                         | Едвард IV                               | Едвард IV                               | Едвард IV | Едвард IV | Едвард IV     | Едвард IV     |               |               |                    |                    |                    |                    |                                |                                |                                |                                | Єлизавета Вудвіль              | Єлизавета Вудвіль              | Єлизавета Вудвіль | Єлизавета Вудвіль | Єлизавета Вудвіль     | Єлизавета Вудвіль     |                       |                       |                       |                       |  |  |
|            |            |            |            |                               |                               |                               |                               |                               |                               |                |                |                |                |            |            |                                  |                                  |                                  |                                  |                                  |                                  |                       |                       |                       |                       |                  |                  |                        |                  |  |  |                                         |                                         |                                         |                                         |                                         |                                         |           |           |               |               |               |               |                    |                    |                    |                    |                                |                                |                                |                                |                                |                                |                   |                   |                       |                       |                       |                       |                       |                       |  |  |
|            |            |            |            |                               |                               |                               |                               |                               |                               |                |                | Генріх VII     | Генріх VII     | Генріх VII | Генріх VII | Генріх VII                       | Генріх VII                       |                                  |                                  |                                  |                                  |                       |                       |                       |                       |                  |                  |                        |                  |  |  |                                         |                                         |                                         |                                         |                                         |                                         |           |           |               |               |               |               | Єлизавета Йоркська | Єлизавета Йоркська | Єлизавета Йоркська | Єлизавета Йоркська | Єлизавета Йоркська             | Єлизавета Йоркська             |                                |                                |                                |                                |                   |                   |                       |                       |                       |                       |                       |                       |  |  |
|            |            |            |            |                               |                               |                               |                               |                               |                               |                |                | Генріх VII     | Генріх VII     | Генріх VII | Генріх VII | Генріх VII                       | Генріх VII                       |                                  |                                  |                                  |                                  |                       |                       |                       |                       |                  |                  |                        |                  |  |  |                                         |                                         |                                         |                                         |                                         |                                         |           |           |               |               |               |               | Єлизавета Йоркська | Єлизавета Йоркська | Єлизавета Йоркська | Єлизавета Йоркська | Єлизавета Йоркська             | Єлизавета Йоркська             |                                |                                |                                |                                |                   |                   |                       |                       |                       |                       |                       |                       |  |  |
|            |            |            |            |                               |                               |                               |                               |                               |                               |                |                |                |                |            |            |                                  |                                  |                                  |                                  |                                  |                                  |                       |                       |                       |                       |                  |                  |                        |                  |  |  |                                         |                                         |                                         |                                         |                                         |                                         |           |           |               |               |               |               |                    |                    |                    |                    |                                |                                |                                |                                |                                |                                |                   |                   |                       |                       |                       |                       |                       |                       |  |  |
|            |            |            |            |                               |                               |                               |                               |                               |                               |                |                |                |                |            |            |                                  |                                  |                                  |                                  |                                  |                                  |                       |                       |                       |                       |                  |                  | Артур, принц Уельський |                  |  |  |                                         |                                         |                                         |                                         |                                         |                                         |           |           |               |               |               |               |                    |                    |                    |                    |                                |                                |                                |                                |                                |                                |                   |                   |                       |                       |                       |                       |                       |                       |  |  |